# Danny Fagan
Danny Fagan (6 de diciembre de 1967) es un deportista australiano que compitió en judo. Ganó seis medallas en el Campeonato de Oceanía de Judo entre los años 1990 y 2000.

## Palmarés internacional
| Campeonato de Oceanía | Campeonato de Oceanía      | Campeonato de Oceanía | Campeonato de Oceanía |
| Año                   | Lugar                      | Medalla               | Categoría             |
| --------------------- | -------------------------- | --------------------- | --------------------- |
| 1990                  | Papeete (Francia)          | Medalla de plata      | –71 kg                |
| 1992                  | Wellington (Nueva Zelanda) | Medalla de plata      | –71 kg                |
| 1994                  | Sídney (Australia)         | Medalla de plata      | –71 kg                |
| 1996                  | Wellington (Nueva Zelanda) | Medalla de oro        | –71 kg                |
| 1998                  | Apia (Samoa)               | Medalla de plata      | –73 kg                |
| 2000                  | Sídney (Australia)         | Medalla de plata      | –73 kg                |